# Daimler Freeline
Le Daimler Freeline est un châssis d'autobus construit par la Daimler Motor Company à moteur sous le plancher dans l'empattement.

## Caractéristiques

### Caractéristiques générales
Le châssis est décliné en trois versions selon la motorisation, toutes étant disposées dans l'empattement sous le plancher :
- Daimler Freeline G5HS pour la version à moteur Gardner 5HLW ;
- Daimler Freeline G6HS pour la version à moteur Gardner 6HLW ;
- Daimler Freeline D650HS pour la version à moteur Daimler D650H, spécialement conçu pour le chassis à partir du moteur D650.

### Motorisations
- diesel Gardner 5HLW ;
- diesel Gardner 6HLW ;
- diesel Daimler D650H.

## Production
| Illustration | Réseau - Compagnie | Châssis | Carrosserie        | Nombre | Numéros | Livraison |
| ------------ | ------------------ | ------- | ------------------ | ------ | ------- | --------- |
|              | Autobus Piot       | D650HS  | Van Hool Cityliner | 2      |         |           |